# Жељко Ковачевић
Жељко Ковачевић (Бихаћ, Југославија, 1957) српски је политичар, доктор економских наука и магистар правних наука. Бивши је министар привреде, енергетике и развоја Републике Српске.

## Биографија
Рођен је у Бихаћу 1957. године. Радио је као војни тужилац Републике Српске, директор штампарије, управник царинарнице Бања Лука, инспектор за примјену царинских прописа у Управи царина Републике Српске, затим као руководилац слободне зоне Бања Лука итд. У образовању је радио као професор на средњим школама и факултетима у области економских и правних предмета. Жељко Ковачевић је доктор економских и магистар правних наука. Обавља дужност директора Зависног предузећа „Електрокрајина“ Бањалука. На положај министра привреде, енергетике и развоја Републике Српске је изабран 29. децембра 2010. године. Ожењен је и има двоје дјеце.